# Haliophyle anthracias
Haliophyle anthracias är en fjärilsart som beskrevs av Edward Meyrick 1899. Haliophyle anthracias ingår i släktet Haliophyle och familjen nattflyn. Inga underarter finns listade i Catalogue of Life.